# Carl Theodorus Pachelbel
Carl Theodor(us) Pachelbel (Charles Theodore Pachelbel, getauft am 24. November 1690 in Stuttgart, Herzogtum Württemberg, Heiliges Römisches Reich Deutscher Nation; † 17. September 1750 in Charleston, Provinz South Carolina, Königreich England) war ein deutscher Organist und Komponist, der lange in den amerikanischen Kolonien lebte. Sein Vater Johann Pachelbel und sein Bruder Wilhelm Hieronymus Pachelbel waren ebenfalls Musiker und Komponisten.

## Leben
Pachelbel, Sohn des berühmten Johann Pachelbel, wuchs in Stuttgart (1690–1692), Gotha (1692–1695) und Nürnberg (ab 1695), den Dienstorten seines Vaters, auf. Dieser bildete ihn wohl auch in Komposition und im Spiel der Tasteninstrumente aus. 1717 muss er sich in Augsburg – möglicherweise auch für längere Zeit – aufgehalten haben. Er wanderte 1730 höchstwahrscheinlich über England nach Nordamerika aus und lebte zunächst in Boston. 1733 wurde er als erster Organist an die Trinity Church in Newport berufen, nachdem er zuvor an der Aufstellung der neuen, aus England stammenden Orgel beteiligt war. Er wirkte hier bis 1735. Im Jahr 1736 zog er nach Charleston (South Carolina) und heiratete ein Jahr später Hannah Atkins Poivetin, mit der er einen Sohn, Charles, hatte. In den Jahren 1736/37 gab er in New York City und Charleston mehrere Konzerte mit Vokal- und Instrumentalmusik. Damit gehört er zu den Mitbegründern eines an der europäischen Kulturtradition orientierten nordamerikanischen Musiklebens. 1740 wurde er Organist an der St Philip's Church in Charleston. 1749 plante er die Eröffnung einer Gesangsschule, die er jedoch nicht mehr realisieren konnte.
Von seinen Kompositionen sind nur wenige erhalten: zwei bereits in Deutschland entstandene Vokalwerke, das Magnificat C-Dur und ein Concerto Kommt her zu mir alle, sowie die Arie God of Sleep for whom I languish (Peter Pelham Manuscript, 1744) und ein Menuett C-Dur für Cembalo (1739).

## Editionen
- Magnificat C-Dur. In: Johann Pachelbel, Magnificat III, hrsg. von Katharina Larissa Paech, Kassel 2015, S. 161–174 (=Johann Pachelbel, Sämtliche Vokalwerke, Bd. 6).
- Kommt her zu mir alle. In: Johann Pachelbel, Concerti III, hrsg. von Thomas Röder, Kassel 2015, S. 123–150 (=Johann Pachelbel, Sämtliche Vokalwerke, Bd. 9).
- God of Sleep for whom I languish. In: The Peter Pelham Manuscript of 1744. An Early American Keyboard Tutor, hrsg. von H. Joseph Butler, Colfax, N.C., 2005, S. 47–49.
- Menuett C-Dur. In: The Peter Pelham Manuscript of 1744. An Early American Keyboard Tutor, hrsg. von H. Joseph Butler, Colfax, N.C., 2005, S. 63.